# 少女心
《少女心》是1989年出品的一部香港電影，由張永雄執導，以愛情故事作為電影題材，鐘鎮濤、張曼玉、莫少聰、羅美薇、溫碧霞、黎明等主演，於1989年9月13日在香港上映。

## 情節介紹
電影以愛情故事為題材，講述四個少女不同的愛情價值觀。曾富豔在百貨公司任職人事主管，與同樣位居要職的男友過著優皮士的生活。有一天，他們來到九龍城寨，居民的貧困生活改變了曾富豔的人生觀。李湘雲是一名村女，外表純樸，但原來是個水性楊花的人，不斷結識新男友，每次交歡後感到空虛便結束戀情。王新雅是個小家碧玉，喜歡談戀愛，但又守身如玉。王新雅有一個好友，名叫崔明珠，崔明珠介紹蔡明輝給王新雅。然而，崔明珠的男友黃光雄卻看上了王新雅，於是向崔明珠提議交換伴侶，崔明珠答應了，並與蔡明輝發生了關係。王新雅不肯與黃光雄發生關係，並認識了一名來自台灣的青年，他們之間展開了多段亂七八糟的愛情故事。

## 主要角色
- 鍾鎮濤－蔡明輝
- 羅美薇－崔明珠
- 溫碧霞－李湘雲
- 甄楚倩－王新雅
- 張曼玉－曾富豔
- 張兆輝－黃光雄

## 製作人員
- 攝影：林國華
- 製片：謝家慧、謝家昌、葉錦鴻
- 執行製片：曾建安
- 美術：張叔平
- 剪接：鄒長根
- 策劃：關錦鵬
- 化妝：萬月珍
- 配樂：林敏怡
- 出品人：高文輝
- 導演：張永雄
- 編劇：邱剛健、黎傑
- 監製：高文輝

## 外部連結
- 香港影庫上《少女心》的資料（繁體中文）